# Głodowo Kościerskie
Głodowo Kościerskie – nieczynny przystanek kolejowy w Głodowie
Linia kolejowa Pszczółki-Kościerzyna na której znajduje się stacja Głodowo powstała w 1885 w ramach budowy Królewskiej Kolei Wschodniej.
Linia 233 aż do 1930 była najkrótszą trasą łączącą Kościerzynę z Gdańskiem a potem z Trójmiastem.
Ruch pociągów został wstrzymany w 1994 roku. Później linia była obsługiwana jeszcze zastępczą komunikacją autobusową.
Przez Głodowo Kościerskie przechodzi linia kolejowa nr 233, obecnie rozebrana linia była niezelektryfikowana, normalnotorowa, jednotorowa.
Ruch pociągów osobowych został wstrzymany w 1993 roku.
Ruch pociągów towarowych został wstrzymany w 2001 roku.

## Infrastruktura
Dworzec jest obecnie zamieszkany.
Perony są niskie, nie kryte. Nawierzchnia peronów była pokryta płytami chodnikowymi, obecnie niewierzchnia jest rozebrana.